# Kamel Larbi
Kamel Larbi (Antibes, 20 febbraio 1985) è un calciatore algerino, attaccante del Cagnes-Le-Cros.